# マジックミラー (小説)
『マジックミラー』は有栖川有栖が1990年に発表した3作目の長編推理小説である。

## 解説
本作は、第7章の「アリバイ講義」で知られる作品である。
双子の入れ替わりによるアリバイトリックの第1の事件と、首と両手を切断した顔のない死体を利用したアリバイトリックの第2の事件とで構成されている。

## あらすじ
琵琶湖の側にある余呉湖畔の柚木家の別荘で、妻の恵の死体が発見された。彼女に1億円の保険金がかけられていたことから、警察は夫の新一と、双子の弟の健一を犯人として疑う。しかし、犯行時刻に新一は博多、健一は酒田にいてアリバイは完璧だった。捜査が行き詰まったまま月日が過ぎ、捜査本部が解散するとの噂を耳にした恵の妹・三沢ユカリは、かつて姉と交際していた推理作家の空知雅也とともに私立探偵に双子の調査を依頼するが、不審な点は見つけられなかった。
ところが半年後、余呉湖畔の別荘で首と両手を切断された死体が発見される。死体は新一と健一のいずれかと思われたが、双子の片方も行方不明で、死体を見た近親者でも双子のいずれとも判別が付かなかった。
捜査が難航する中、健一の内縁の妻、美保の夫の高井秀司が容疑者として浮上する。高井のアリバイを証明する「ナンバ」というスナックが、ミナミ中を探しても見つけられなかったのだ。美保とユカリに高井の無実を証明するため、「ナンバ」というスナックを探して欲しいと頼まれた空知が捜索に乗り出す……。

## 登場人物
- 空知雅也 - 推理作家。
- 柚木新一 - 古美術商・柚木堂の社長。空知の大学時代の友人。
- 柚木恵 - 新一の妻。空知の昔の恋人。
- 柚木健一 - 新一の双子の弟。柚木堂の専務。
- 高井美保 - 健一の内縁の妻。
- 高井秀司 - 美保の夫。
- 三沢ユカリ - 恵の妹。
- 片桐光雄 - 珀友社編集部の空知の担当編集者[1]。
- 小桑龍 - 私立探偵。
- 加瀬警部 - 滋賀県警本部捜査一課の警部。
- 杉山警部補 - 木之本警察署刑事課の警部補。事件の担当者。

## アリバイ講義
本作第7章「アリバイ講義」における、関西・大学ミステリ連盟夏の例会での空知雅也の講演で、ディクスン・カーの『三つの棺』の「密室講義」における密室トリックの分類に倣（なら）って、アリバイトリックを9つに分類したもの。概略は以下のとおり。
1.証人に悪意がある場合
2.証人が錯覚している場合
a.時間を錯覚をしている場合
b.場所を錯覚をしている場合
c.人物を錯覚をしている場合
3.犯行現場に錯誤がある場合
4.証拠物件が偽造されている場合
5.犯行推定時間に錯誤がある場合
a.実際よりも早く偽装する場合
b.実際よりも遅く偽装する場合
A.医学的トリック
B.非医学的トリック
6.ルートに盲点がある場合
7.遠隔殺人
a.機械的トリック
b.心理的トリック
8.誘導自殺
9.アリバイがない場合
作品例など、詳細な分類は『アリバイ#有栖川有栖のアリバイ講義』を参照。